# Биотические свойства грунтов
Биотические свойства грунтов (от греч. biote — жизнь) в инженерной геологии — особенности грунтов, обусловленные присутствием и жизнедеятельностью в них биотических (живых) компонентов от микро- до макроуровня. Грунтовая биота (микро- и макроорганизмы) определяет такие важные с инженерно-геологической и эколого-геологической точек зрения свойства как биологическая активность грунтов, их биологическая поглотительная способность и биоагрессивность.
Биологическая активность грунта — его способность создавать благоприятные условия для развития и жизнедеятельности в нём биоты. Различают макро- и микробиологическую активность. Первая отражает способность грунта создавать условия для развития макроорганизмов (грибов, растений, животных), вторая — микроорганизмов.
Биологическая активность грунта оценивается прямыми и косвенными показателями. Прямым показателем является относительное количество (концентрация) биоты в грунте, оценивается в тыс. экз. на 1 г твердой фазы грунта, для других организмов определяется относительное содержание живой фито- или зоомассы организмов в единице объема грунта (в мг/см3 и т.п). Количество макроорганизмов, включая крупных животных, оценивается числом особей (экз.), обитающих на единице площади или в единице объема грунта (экз/га, экз/м3 и т. п.).
Биологическая поглотительная способность грунта — его возможность потреблять из внешней среды различные компоненты — жидкие, газовые или твердые, обусловленная присутствующими в нем макро- и микроорганизмами. Она является результатом биологического обмена веществ в грунтах. Впервые биологическое поглощение, как особый вид поглотительной способности почв, в 1932 г. выделил К. К. Гедройц. Важнейшими особенностями биологического поглощения являются: 1) селективность; 2) относительно низкие скорости процесса поглощения; 3) проявление сопутствующих поглощению процессов, связанных со спецификой метаболизма различных организмов.
Биоагрессивность грунта — его агрессивность, обусловленная жизнедеятельностью в нём биоты и приводящая к разрушению различных материалов инженерных сооружений, взаимодействующих с ним. Биоагрессивность грунтов может подразделяться по отношению к разным видам разрушаемых материалов: к металлам, бетону, деревянным конструкциям и т. д. Важным её видом является биокоррозия металлов в грунтах, как процесс разрушения металлов вследствие биохимического взаимодействия их с биотическими компонентами грунта. Различают аэробную и анаэробную биокоррозию в грунтах.